# Oprsje
Oprsje ali toraks (latinsko Thorax) je del telesa nekaterih členonožcev, ki leži med glavo in zadkom. Imajo ga žuželke in izumrli trokrparji. Oprsje je eden od treh razločnih delov telesa pri žuželkah in trokrparjih, ki so nadalje sestavljeni iz bolj ali manj očitnih členov.

## Žuželke
Pri večini žuželk sestavljajo oprsje trije členi: predprsje (protoraks), sredoprsje (mezotoraks) in zaprsje (metatoraks). Vsak od treh členov pri odraslih živalih nosi par nog. Pri fosilnih prednikih današnjih žuželk je bil na vsakem od členov tudi po par kril, danes živeče krilate žuželke pa imajo krila kvečjemu na zadnjih dveh členih. Obstaja nekaj izjem k temu pravilu. Zajedavske vrste žuželk imajo lahko povsem reducirana krila, pri drugih skupinah žuželk lahko manjka eden od parov. Lahko so tudi spremenjena, dvokrilci imajo tako namesto zadnjega para kril okončine za vzdrževanje ravnotežja, imenovane utripače. Pri predstavnikih podredu kožekrilcev, imenovanega Apocrita, kamor uvrščamo tudi čebele in mravlje, je zadnji člen oprsja zlit s prvim členom zadka in tvori nekakšen pecelj, imenovan pedicel. Njihovo oprsje je tako funkcionalno sestavljeno iz štirih členov, za lažje ločevanje od oprsja drugih žuželk ga imenujemo mezosoma. Pri kačjih pastirjih sta zadnja dva člena, ki nosita krila, zlita, skupaj ju imenujemo pterotoraks (dobesedno »kriloprsje«, ustrezen slovenski izraz ne obstaja).
Vsak člen oprsja žuželk je nadalje razdeljen na več delov, na zunaj so to notum (dorzalno), par plevronov (lateralno) in sternum (ventralno). Ti so sestavljeni iz hitinastih plošč, imenovanih skleriti, ki jih povezuje kožnata membrana. Število skleritov, ki sestavljajo vsak del člena, je različno pri različnih skupinah žuželk.
Glavni del notranjosti oprsja zavzemajo mišice, ki premikajo okončine, razen tega pa se v oprsju nahajajo še prsni gangliji, srce in prebavna cev. Par spiraklov na površini vsakega od členov se odpira v razvejano omrežje vzdušnic, ki mišice oskrbujejo s kisikom. Na površini oprsja so poleg njih še čutilne dlake, lahko pa tudi izvodila žlez z zunanjim izločanjem.

## Trokrparji
Oprsje trokrparjev je sestavljeno iz mnogo členov, ki so si med seboj zelo podobni, malo se razlikujejo le po velikosti. Na vsakemu je spodaj par nog in par škrg, ki pa niso omejene samo na oprsje. Zgornja površina je gladka. Med seboj, z glavo in z zadkom (pigidijem) so gibljivo povezani, na ta račun so se trokrparji lahko zvijali navzgor in navzdol, ob nevarnosti verjetno tudi povsem v klobčič. Gledano od spredaj so sestavljeni iz treh krp (podobno kot preostanek telesa), aksialne v sredini in para plevralnih na vsaki strani.